# Etropole
Etropole (bulgariska: Етрополе) är en ort i Bulgarien.   Den ligger i kommunen Obsjtina Etropole och regionen Sofijska oblast, i den centrala delen av landet, 60 km öster om huvudstaden Sofia. Etropole ligger 535 meter över havet och antalet invånare är 11 031.
Terrängen runt Etropole är huvudsakligen kuperad, men söderut är den bergig. Etropole ligger nere i en dal. Närmaste större samhälle är Botevgrad, 19,1 km väster om Etropole.
I omgivningarna runt Etropole växer i huvudsak lövfällande lövskog. Runt Etropole är det ganska glesbefolkat, med 48 invånare per kvadratkilometer.